# Amargosa (Texas)
Amargosa es un lugar designado por el censo ubicado en el condado de Jim Wells en el estado estadounidense de Texas. En el Censo de 2010 tenía una población de 291 habitantes y una densidad poblacional de 73,77 personas por km².

## Geografía
Amargosa se encuentra ubicado en las coordenadas 27°53′28″N 98°6′36″O / 27.89111, -98.11000. Según la Oficina del Censo de los Estados Unidos, Amargosa tiene una superficie total de 3.94 km², de la cual 3.93 km² corresponden a tierra firme y (0.39%) 0.02 km² es agua.

## Demografía
Según el censo de 2010, había 291 personas residiendo en Amargosa. La densidad de población era de 73,77 hab./km². De los 291 habitantes, Amargosa estaba compuesto por el 90.38% blancos, el 0% eran afroamericanos, el 0% eran amerindios, el 0% eran asiáticos, el 0% eran isleños del Pacífico, el 8.59% eran de otras razas y el 1.03% pertenecían a dos o más razas. Del total de la población el 91.07% eran hispanos o latinos de cualquier raza.